# HX002IN
HX002IN (エイチエックスぜろぜろにアイエヌ) は、ネットインデックスによって開発された、ウィルコムによるMVNO・WILLCOM CORE 3G (HSDPA) 対応のUSB接続型データ通信端末。

## 概要
WILLCOM CORE 3Gの第2号端末。コンシューマ向けの販売はなされない。

## 仕様（テンプレート外）
- 通信速度
  - 受信最大 7.2 Mbps
  - 送信最大 384 kbps
- 対応OS（各日本語版）
  - Windows 2000 Professional Service Pack4 以降
  - Windows XP Home Edition Service Pack2 以降
  - Windows XP Professional Service Pack2 以降
  - Windows Vista （32/64ビット版）
  - Windows 7（32/64ビット版）
  - Mac OS X 10.4～10.5.6（Intel platform）
- 対応エリア（日本国内）

## 歴史
- 2009年4月27日 - 法人限定で発売開始